# Тур Богемии
Тур Богемии (англ. Tour Bohemia) — шоссейная однодневная  велогонка, с 2012 по 2014 год проводившаяся по дорогам чешского региона Богемия.

## История
Гонка была создана в 2012 году в рамках UCI Europe Tour под категорией 1.2. Хотя она и является предшественником другой гонки под названием Прага-Карловы Вары-Прага, на самом деле, по словам организаторов старой гонки, данная гонка проходила в те же даты что и Прага-Карловы Вары-Прага, чтобы таким образом присвоить себе их историю и окончательно сменить название на Тур Богемия.
Дистанция первой гонки составляла 154 км.
Организаторм выступала Чешска федерация велоспорта.

## Призёры
| Год  | Победитель         | Второй           | Третий          |
| ---- | ------------------ | ---------------- | --------------- |
| 2012 | Марош Ковач        | Роман Кройцигер  | Томаш Бухачек   |
| 2013 | Йозеф Бенетседер   | Деян Бьят        | Йиржи Польницки |
| 2014 | Лукас Пёстльбергер | Бахтияр Кожатаев | Камил Зилински  |